# گردباد (فیلم ۱۳۶۴)
گردباد فیلمی به کارگردانی کامران قدکچیان و نویسندگی علیرضا داوودنژاد محصول سال ۱۳۶۴ است.

## خلاصه داستان
آمریکایی‌ها زباله‌های اتمی را که دریکی از روستاهای استان خراسان مدفون شده‌است منفجر می‌کنند. در نتیجه تشعشعات شیمیایی ناشی از انفجار چوپان جوانی بنام «محمد» به بیماری مرموزی مبتلا می‌شود و گوسفندانش نیز تلف می‌شوند. اهالی روستا محمد و همسر و فرزند او و «عبدالله» برادرش را از ترس ابتلاء به همان بیماری وادار به ترک روستا می‌کنند. عبدالله و محمد و خانواده او به پایتخت می‌روند و عبدالله به کمک یکی از همولایتی‌های خود بنام «مرتضی» که مردی سودجو و طماع است، برادرش را به بیمارستان می‌برد. پزشکی انقلابی بنام «عطایی» که ماجرا را دریافته، موضوع را به رئیس بیمارستان گزارش می‌کند. سازمان امنیت و امریکایی‌ها، و در رأس شان «جاویش» قرار دارد، که از درز کردن موضوع بیمناکند تصمیم می‌گیرند محمد را به خارج منتقل کنند یا از بین ببرند. عطایی از ماجرا باخبر می‌شود و به کمک عبدالله و مرتضی، محمد را از بیمارستان می‌ربایند، مأموران ساواک در تعقیب مرتضی، محمد و عبدالله، مرتضی را به قتل می‌رسانند، اما نهایتاً عطایی و عبدالله محمد را نزد استاد دکتر عطایی می‌برند و عطایی با کمک استادش محمد را جراحی کرده و پس از چند روز او را مرخص می‌کنند. مأموران سازمان امنیت در تعقیب عبدالله و بقیه محمد و همسر و فرزند او را به قتل می‌رسانند و عبدالله، که به خشم آمده، بر سر راه جاویش رئیس گروه آمریکایی، کمین کرده و او را خفه می‌کند.

## بازیگران
| گویندگان        | بازیگران           | نقش ها         |
| --------------- | ------------------ | -------------- |
| منوچهر اسماعیلی | فرامرز قریبیان     | عبدالله        |
| حسین عرفانی     | محمد مطیع          | مرتضی          |
| احمد رسول‌زاده   | جمشید مشایخی       | استاد          |
| جلال مقامی      | ایرج راد           | عطایی          |
| عطاءالله کاملی  | احمد هاشمی         | رئیس بیمارستان |
| ایرج ناظریان    | طیب شرافتی         | مامور امنیتی   |
| ایرج ناظریان    | حسن نوروزی         | راننده جاونیس  |
| خسرو شمشیرگران  | امیرحسین خان‌شهری   | مامور امنیتی   |
| بهرام زند       | خسرو امیرصادقی     | محمد           |
| ناصر نظامی      | احمد نصر           | دکتر           |
| شهروز ملک‌آرایی  | مختار سائقی        | موتورساز       |
| شهروز ملک‌آرایی  | حسن پورحسن         | حکیم باشی      |
| تورج مهرزادیان  | مجید علیزاده       | موتورساز       |
| تورج مهرزادیان  | کاظم فتح الهی      | افسر پلیس      |
| منصور غزنوی     | محسن اصلانی        | ربیعی          |
| منصور غزنوی     | حسین صفاریان       | افسر پلیس      |
| ژرژ پطروسی      | فریدون ابوالضیاء   | دکتر جاویتس    |
| محمدعلی دیباج   | محمدتقی شریفی نوری | کدخدا          |
| اکبر منانی      | علی بانکی          | رحمانی         |
| محمد یاراحمدی   | کریم نشاط          | مسافرخانه چی   |